# Magyar Benigna

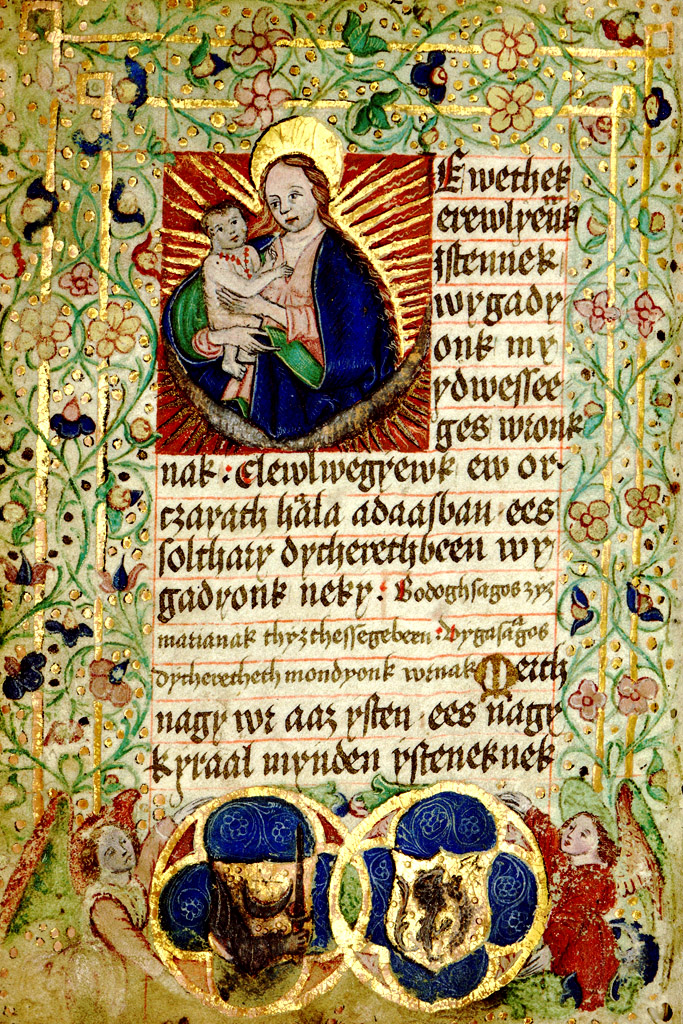
Kinizsi Pálné Magyar Benigna imádságos könyve (Festetics-kódex))

Magyar Benigna (1465 körül – 1526) a magyarországi reneszánsz korának egyik ismert nőalakja, Kinizsi Pál felesége. Imádságos könyve Festetich-kódex néven ismert.

## Élete
Hunyadi Mátyás hadvezérének, az Abaúj vármegyei nemesi családból származó Magyar Balázsnak a leányaként született. Az 1480-as években apjának fogadott fiához, az európai hírű hadvezérhez és nagy erejű vitézhez, Kinizsi Pálhoz ment nőül. Édesapja halála (1490) idejére és azt követően Benigna és Kinizsi Pál kezén roppant birtokok halmozódtak fel, azonban örököseik nem születtek, így a Kinizsi-Magyar vagyon szép része a hadvezér fegyvertársára, Szapolyai Istvánra szállt.
Miután 1494-ben özvegységre jutott, még kétszer ment férjhez (hozományként mindkét újabb házasságába magával vitte a nagyvázsonyi uradalmat), előbb 1495-ben már kamicsáci Horváth Márk (Marko Mišljenović) dalmát-horvát-szlavón bán neje; 1508-ben már az özvegye.
Harmadik férje egy ifjú hozományvadász, Kereki Gergely lett. Ez utóbbinak egy félrelépése kiderülvén, élete szerencsétlen véget ért: Benigna asszony a szolgáival zsolnalitvai várának bástyájáról Kerekit a mélybe dobatta. Ezt a halálnemet Aigner Jenő, Kinizsi-kutató történész cáfolja, de 1520-ben Benigna már Kereki özvegye volt.
A gyilkosságot királyi kegyelem követte, amit Benigna az atyja és első férje dicső tetteinek köszönhetett (első férje, Kinizsi Pál talán az egyetlen olyan ismert hadvezér a magyar történelemből, akiről tudjuk, hogy hadakozásait csak győzelmek kísérték; 1520. április 4-én kelt II. Lajos magyar király királyi kegyelme Magyar Benigna számára. A XVII. századi történetíró, Istvánffy Miklós is feljegyezte róla, hogy hadi vállalkozásait ritka szerencse kísérte).
Magyar Benignáról a magyar művelődéstörténetben is találunk adatot: a férje által alapított nagyvázsonyi pálos kolostorban készült el 1493 körül magyar nyelvű imádságos könyve, az úgynevezett Festetich-kódex, majd pedig húsz évre rá, 1513-ban egy M. nevű, ugyancsak pálos szerzetes készítette el a ma Czech-kódexként ismert, újabb magyar nyelvű imádságos könyvet Benigna számára. A három férjét túlélő asszony a mohácsi csata évében egy felvidéki kolostorban hunyt el.

## Emlékezete
- Magyar Benignáról szól Gasparovich László (1950–2019) Ma donna mia – Zsoldosszerenád című regénye.[7]
- Tatay Sándor: Kinizsi Pál című, 1955-ös regényében „Magyar Jolánka” néven szerepel.
- Aigner Jenő: Reneszánsz úrnő vagy Vázsonykő fekete özvegye? Kinizsi Pálné Magyar Benigna élete; Tortoma, Barót, 2022 (Híres középkori magyarok élete)

## Alakja a szépirodalomban
- Személye megjelenik Bogáti Péter Halló, itt Mátyás király című regényében is, mint a mű egyik jelentős mellékszereplője.